# PKbanken

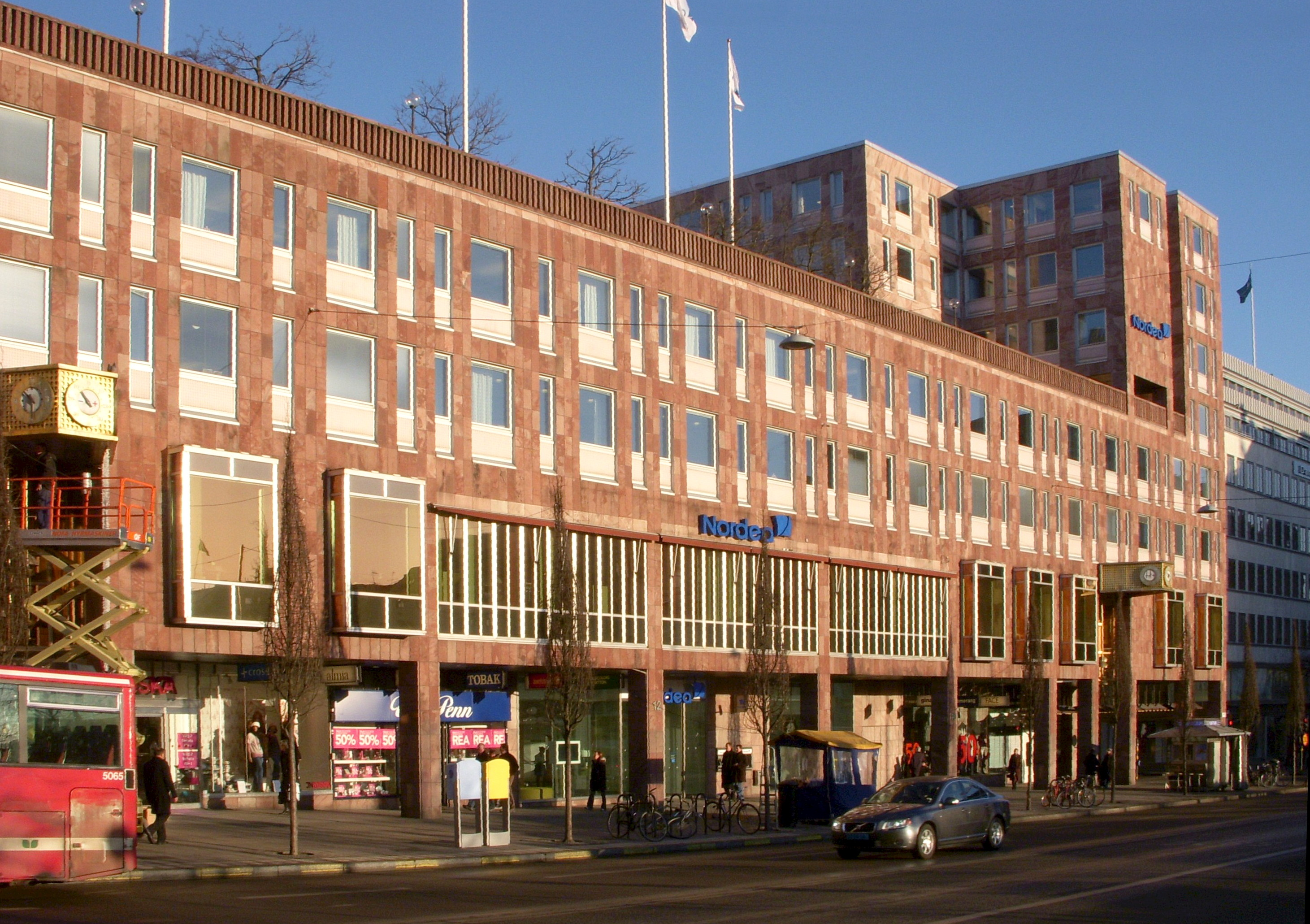
Det tidigare huvudkontoret (PK-huset) för PKbanken och Nordbanken.

Post- och Kreditbanken, i vardagligt tal PKbanken, var en statligt ägd affärsbank som bildades 1974. Banken bytte 1990 namn till Nordbanken, som sedan år 2000 ingår i den nordiska finanskoncernen Nordea. Sammanslagningen 1974 av Sveriges Kreditbank och Postbanken gjorde att man sågs som ett statligt alternativ till de privata bankerna, men det var även ett sätt för staten att undvika en omstrukturering av Postbanken till en självständig affärsbank. Banken kom att genomföra ett flertal uppköp och samgåenden innan Nordea bildades: Sveriges investeringsbank 1989, Nordbanken 1990, Gota Bank 1993, Merita 1998, Unibank 2000 och Kreditkassen 2000.

## Nordbanken
År 1990 köpte man upp den mindre, privatägda konkurrenten Nordbanken och genomförde en sammanslagning, varvid man också antog den mindre bankens varumärke som nytt namn för banken. Banken fick sedan stora problem under finanskrisen i början av 1990-talet. De privata ägare som kommit in i samband med sammanslagningen blev utlösta av svenska staten trots att banken var på obestånd och bankens värde var högst osäkert. Ägandet övertogs sedan av Bankstödsnämnden och de osäkra fordringarna avsattes till ett nytt statligt bolag, Securum. Som en del av statens stödåtgärder fick man även förvärva de livskraftiga tillgångarna i den fallerade Gota Bank, varvid dessa fusionerades in i verksamheten. Under finanskrisen mottog banken cirka 63 miljarder svenska kronor i stöd, vilket var den övervägande delen de totalt cirka 65 miljarder som utbetalades i bankstöd.
Efter krisen var Nordbanken som en helt ny bank, återkapitaliserad, utökad med tillgångarna från Gota, samtidigt som staten hade tagit över dåliga lån och andra osäkra fordringar.
Nordbanken gick 1998 samman med den finländska banken Merita och bildade Merita-Nordbanken. Merita-Nordbanken fusionerades år 2000 med danska Unibank och blev Nordic Baltic Holding innan man köpte den norska Kreditkassen, och därefter antog det nya varumärket Nordea.